# Panimerus sarai
Panimerus sarai är en tvåvingeart som beskrevs av Salamanna 1975. Panimerus sarai ingår i släktet Panimerus och familjen fjärilsmyggor. Inga underarter finns listade i Catalogue of Life.